# Carl Gustav von Güldenstubbe

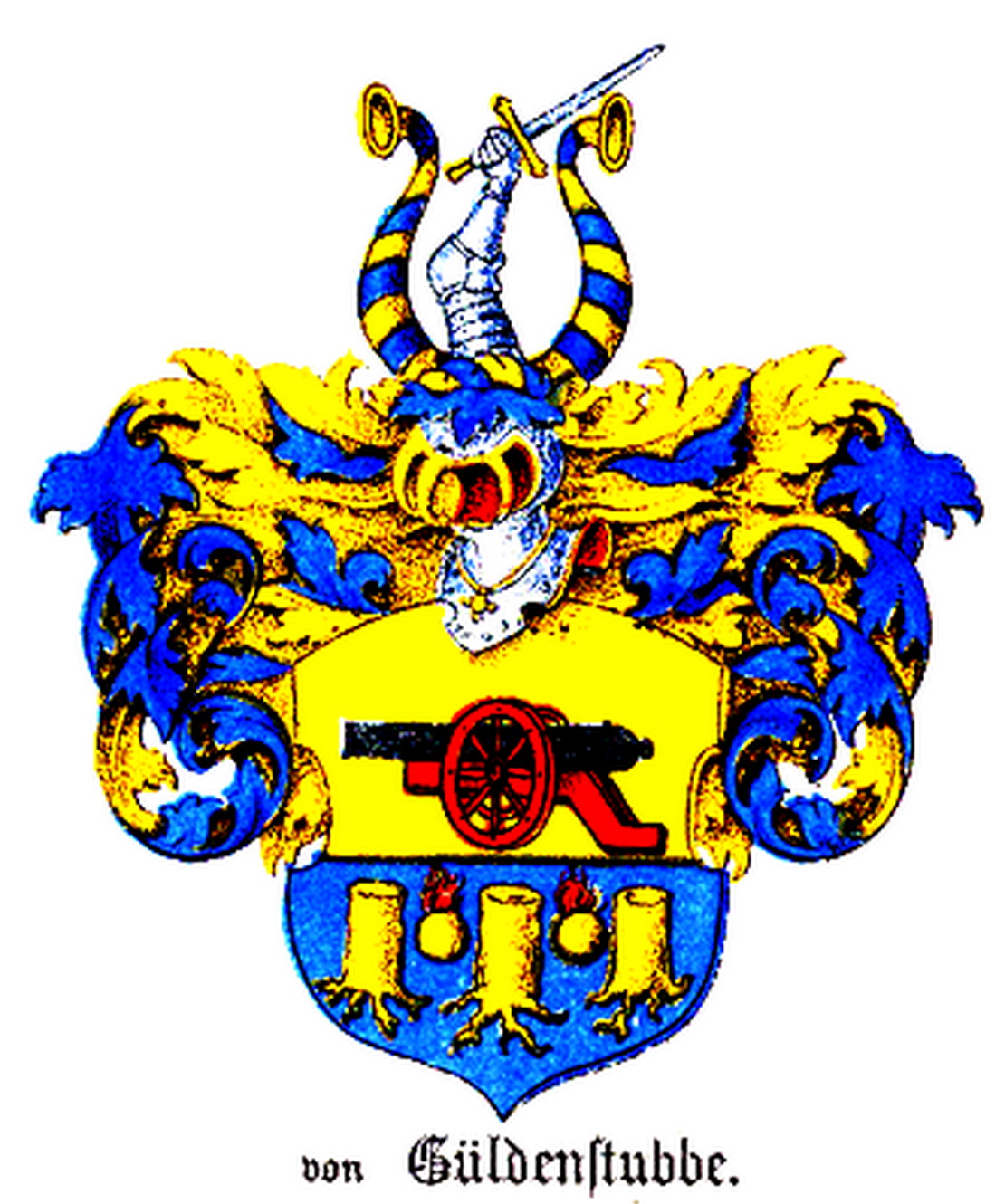
Familienwappen der von Güldenstubbe (1882)

Carl Gustav von Güldenstubbe (* 16. November 1739 auf Ösel, Livland; † 23. Februar 1814 in Arensburg) war ein baltischer Adelsmann, Landespolitiker, Staatsrat und Adelsmarschall von Ösel.

## Leben
Carl Gustav diente zunächst in der kaiserlich-russischen Armee und erlangte den Dienstgrad eines Majors, mit dem er sich auch aus dem Militärdienst verabschiedete. 1773 wählte ihn der öselsche Landtag zum Adelsmarschall, dieses Amt übte er bis 1783 aus. Danach war er Landrat im öselschen Landtag. Nach seinem Ausscheiden aus dem Landtag wurde er zum Konsistorialdirektor und Oberkirchenvorsteher der Kirchenprovinz Ösel gewählt. Sein letztes Amt bekleidete er als Staatsrat. Er war in Besitz der Güter Carmel, Hannial, Kaunifer, Arrust Cöln, Mehemois, Hallik und Jöggis auf Ösel.

## Familie
Die baltisch-schwedische Adelsfamilie Güldenstubbe stellte im 18. und 19. Jahrhundert auf der Insel Ösel herausragende Persönlichkeiten in Politik und Verwaltung. Der Vater Karl Gustavs war der russische Fähnrich Carl Friedrich von Güldenstubbe (31. Januar 1703 – 27. Juni 1787 auf Ösel), der mit Brigitte Charlotte von Rehren (1706–1753 auf Ösel) verheiratet war. Sein Cousin war Johann Gustav von Güldenstubbe (1731–1780), der auf der Insel Ösel das Amt des Landmarschalls innehatte. Carl Gustav heiratete 1763 Anna Christine Sege von Laurenberg (1748–1814), mit der er folgende Nachkommen hatte:
- Louise Charlotte von Güldenstubbe (1766–1829), verheiratet mit Friedrich von Vietinghoff (1728–1802), Gardekapitän und Assistent des öselschen Konsistoriums
- Anna Wilhelmine von Güldenstubbe (1767–1796)
- Peter Ludwig von Güldenstubbe (1772–1819), Landrat und Richter
  - Karl Gustav von Güldenstubbe (1798–1867), stellvertretender Landmarschall
- Augusta Christina von Güldenstubbe (* 1774), verheiratet mit Karl Ludwig von Poll (1770–1823)
- Johann Gustav von Güldenstubbe (1775–1847), Richter
- Karl Wilhelm von Güldenstubbe (1779–1800)
- Balthasar Heinrich von Güldenstubbe (1784–1787)
- Sophie Helene von Güldenstubbe (1785–1809), verheiratet mit Karl Friedrich von Buxhoeveden (1781–1848), Major, Landrat und Staatsrat von Ösel
- Alexander Georg von Güldenstubbe (1786–1848), Landrat von Ösel
  - Karl Friedrich von Güldenstubbe (1816–1862), Landmarschall von Ösel
  - Johann Ludwig von Güldenstubbe (1818–1873), Philosoph und Esoteriker
  - Julie von Güldenstubbe (1827–1888), Medium und Förderin ihres Bruders Johann Ludwig
- Eleonore Henriette Elisabeth von Güldenstubbe (*/† 1789)